# Chnoophora humboldtii
Chnoophora humboldtii là một loài dương xỉ trong họ Cyatheaceae. Loài này được Kaulf. mô tả khoa học đầu tiên năm 1824.
Danh pháp khoa học của loài này chưa được làm sáng tỏ. 